# Astegopteryx bambusae
Astegopteryx bambusae är en insektsart som först beskrevs av Buckton 1893.  Astegopteryx bambusae ingår i släktet Astegopteryx och familjen långrörsbladlöss. Inga underarter finns listade i Catalogue of Life.